# ISS Pro Evolution 2
ISS Pro Evolution 2 (conocido como World Soccer Jikkyou Winning Eleven 2000: U-23 Medal Heno Chousen en Japón) es el cuarto videojuego de la saga Winning Eleven y la segunda entrega de la saga ISS Pro Evolution, desarrollada exclusivamente para PlayStation por Konami Computer Entertainment Tokyo, una división de Konami.
Es el primer juego de ISS Pro con las licencias adecuadas, aunque parcialmente, de algunos jugadores con nombres reales. Ej: Beckham en lugar de Bekham (ISS Pro Evolution). El juego tiene una Liga Master extendida, con 2 divisiones y ocho clubes más, resultando en un total de veinticuatro equipos de club, como el Leeds United y River Plate. Se han añadido también más equipos internacionales. Junto a estas adiciones, el juego ha cambiado, ya que es más suave y realista. La versión japonesa del juego contiene selecciones nacionales sub-23, así como el Equipo nacional de fútbol de Australia sub-23, que no están presentes en las versiones fuera de Japón

## Características
- Nueva función de disparo
- Cancela acción de pase
- Lesiones realistas
- Elija su capitán
- Nueva formación de gestor de datos con 15 espacios para guardar y un algoritmo mejorado mucho (la clave para el movimiento del jugador).
- Nuevo formato para los equipos All-Star

### Modos de juego
- Modo partido (exhibición y penalti).
- Modo de liga.
- Modo Copa - competencia regional o copa internacional.
- Liga Master - 24 equipos separados en dos divisiones.
- Modo de práctica
- Editar jugadores, cambiar la nacionalidad de los jugadores, ver la galería de trofeos y ajustar su controlador.

## Selecciones

### UEFA
| - Irlanda - Irlanda del Norte - Escocia - Gales - Bélgica - Francia - Países Bajos - Polonia - Italia - Alemania - Portugal - Suecia - Turquía - Eslovenia - España - Finlandia | - Noruega - Rumania - Rusia - Croacia - Inglaterra - Hungría - República Checa - Grecia - Suiza - Austria - Ucrania - Bulgaria - Dinamarca - Eslovaquia - Serbia y Montenegro |

### CAF
| - Túnez - Egipto - Marruecos - Camerún - Nigeria - Sudáfrica |

### CONCACAF
| - Estados Unidos - México - Jamaica |

### CONMEBOL
| - Colombia - Brasil - Perú - Chile - Paraguay - Argentina - Uruguay |

### AFCyOFC
| - Corea del Sur - China - Japón - Arabia Saudita - EAU - Irán - Australia |

### Equipos Extras
| - Euro All Star - World All Star |

## Clubes
| - Manchester (Manchester United) - London (Arsenal FC) - Chelsea (Chelsea FC) - Liverpool (Liverpool FC) - Leeds (Leeds United) - West Ham (West Ham United FC) - Barcelona (FC Barcelona) - Madrid (Real Madrid CF) - Valencia (Valencia CF) - Monaco (AS Monaco) - Marseille (Olympique de Marsella) - Ámsterdam (AFC Ajax) | - International (Inter de Milán) - Torino (Juventus de Turín) - Milano (AC Milán) - Lazio (SS Lazio) - Parma (AC Parma) - Firenze (AC Fiorentina) - Roma (AS Roma) - Dortmund (Borussia Dortmund) - Munchen (Bayern de Múnich) - Leverkusen (Bayer 04 Leverkusen) - Rio de Janeiro (Vasco da Gama) - Buenos Aires (River Plate) |

## Estadios
| Pais                        | Nombre ficticio       | Estadio                           | Ciudad            |
| --------------------------- | --------------------- | --------------------------------- | ----------------- |
| Bandera de Japón            | Oval Stadium          | Estadio Olímpico de Tokio         | Tokio             |
| Bandera de Japón            | Arc Stadium           | Estadio Nagai                     | Osaka             |
| Bandera de Japón            | International Stadium | Estadio Internacional de Yokohama | Yokohama          |
| Bandera de Inglaterra       | Legends Stadium       | Old Trafford                      | Mánchester        |
| Bandera de Malasia          | National Stadium      | Estadio Shah Alam                 | Shah Alam         |
| Bandera de Chile            | Pacific Plaza Stadium | Estadio Nacional de Chile         | Santiago de Chile |
| Bandera de Francia          | Masters Stadium       | Parque de los Principes           | París             |
| Bandera de los Países Bajos | Arena Stadium         | Ámsterdam Arena                   | Ámsterdam         |
| Bandera de Alemania         | Imperial Stadium      | Estadio Olímpico de Múnich        | Múnich            |
| Bandera de Italia           | White Stadium         | San Siro                          | Milán             |
| Bandera de Inglaterra       | Apex Stadium          | Estadio de Wembley                | Londres           |
| Bandera de Alemania         | Twin Towers Stadium   | Estadio Olímpico de Berlín        | Berlín            |
| Bandera de Francia          | Flying Disk Stadium   | Stade de France                   | Saint-Denis       |
| Bandera de Bélgica          | Royal Palace Stadium  | Estadio Rey Balduino              | Bruselas          |
| Bandera de Australia        | Key Square Stadium    | Estadio ANZ                       | Sidney            |

## Recepción

### Crítica
El juego recibió críticas muy positivas, anotando 95/100 en Metacritic. Gibbons de BBC News dio el juego 94% alegando que "ISS Pro Evolution 2 es el mejor juego de fútbol que el mundo jamás haya visto". El juego recibió 92% por absoluta-PlayStation. En el último número de la Revista oficial de PlayStation de Reino Unido, el juego fue elegido como el segundo mejor juego de todos los tiempos.